# 母孔雀
『母孔雀』（ははくじゃく）は、竹田敏彦が桃園書房の雑誌「小説倶楽部」で連載した小説。単行本は1956年に東方社から刊行された。1956年12月5日にはそれを原作として東映製作で映画も公開された。

## 映画

### スタッフ
- 監督：伊賀山正徳
- 原作：竹田敏彦
- 脚本：笠原良三
- 企画：原伸光
- 撮影：西川庄衛
- 美術：北川弘
- 音楽：木下忠司
- 録音：大谷政信
- 照明：森沢淑明

### キャスト
- 小川淳子：田代百合子（少女時代：富沢京子）
- 紅谷俊夫：高倉健（少年時代：原国雄）
- 小川正子：松島トモ子（少女時代：後藤恵子）
- 紅谷しず江：三浦光子
- 紅谷梅太郎：宇佐美諄
- 三沢：増田順二
- 津村竜吉：高田稔
- 真島祐彦：曾根秀介
- 真島満喜：中野かほる
- 晴美：園ゆき子
- 矢野：岡譲司
- 小川良吉：菅沼正
- 町子：藤里まゆみ
- おちか：宮川玲子
- 検事：加藤嘉
- 弁護士：斎藤紫香
- 裁判長：志摩栄
- 千沙：日野明子
- ヒデ：山本緑
- 大崎：吉川英蘭
- 浜田：高原秀麿
- 仙川：久保比左志
- 太田：小島秀人
- 下宿の主婦：不忍郷子
- おかみさん：檜有子
- おかみさんの亭主：小杉義隆
- 紅一の客：小塚十紀雄、杉義一
- 医師：滝謙太郎
- 看護婦：稲植徳子
- 旅館の女中：杉丘のり子
- 廷丁：滝島孝二
- 近所の子供：川東美代子、鈴木光枝